# Монгнон
Монгнон — река в Таймырском Долгано-Ненецком районе Красноярского края России, на полуострове Таймыр. Правый приток Хеты. Длина — 37 км.

## Течение

### Исток
Река берёт начало из малого озера вблизи бессточного озера Туях и течёт на северо-запад. Принимая слева притоки из Дурных озёр Монгнон поворачивает на восток и течёт так около 10 км.
Высота истока около 69 метров нум.

### Основное течение
Забирая к северу, река создаёт излучину, после которой принимает справа свой крупнейший приток — реку Жёлтую.
В центральной части течения река Монгнон имеет ширину в 10 метров, глубину 1 метр и твёрдые породы на дне.

### Устье
Монгнон впадает в малую правую протоку Хеты справа. Однако, впадая в протоку, Монгнон размыл правобережный остров Хеты, создав малый безымянный островок, и стал течь «сквозь» протоку, постепенно уводя её течение в новое русло.
В основное течение Хеты Монгнон и протока впадают у восточного окончания острова Короткий.
Высота реки вблизи устья составляет 15 метров нум.

## Соседние бассейны рек
Монгнон на западе граничит с бассейном ручья Гусиный и рекой Ларгакалах, на юге с Широтными озёрами (сток в реку Широтную), бессточным озером Туях, на востоке с рекой Хобдох-Сала (приток Боярки).

## Топографические карты
- Лист карты R-47-VII,VIII устье р. Боярка. Масштаб: 1 : 200 000. Указать дату выпуска/состояния местности.